# Ulan-Ude
Ulan-Ude (russisk: Ула́н-Удэ, tr. Ула́н-Удэ; burjatisk: Улаан-Үдэ, tr. Ulaan-Üde; fra 1735-1934 Верхнеудинск, tr. Verkhneudinsk) er hovedstad i Republikken Burjatien i det Sibiriske føderale distrikt i Den Russiske Føderation. Byen har 439.128 (2020) indbyggere. Ulan-Ude ligger ca. 100 kilometer sydøst for Bajkalsøen.

## Historie
Ulan-Ude blev grundlagt i 1666  på højre bred af floden Selenga ved udmundingen i Uda af udstationerede russiske kosakker, der opkrævede skatter af den lokale befolkning.